# Rasíd Ramzi
Rasíd Ramzi (Szafi, 1980. július 17. –) marokkói származású világbajnok bahreini középtávfutó. A bahreini állampolgárságot 2002-ben kapta meg.

## Pályafutása
A 2005-ös világbajnokságon megnyerte a 800 méteres és az 1500 méteres síkfutást is, ami történelmi tettnek számít hiszen előtte még senkinek sem sikerült egy világbajnokságon ebben a két számban diadalmaskodni.
A 2008-as olimpián Pekingben 1500 méteren lett bajnok, aranyérmét azonban a NOB később doppingvétség miatt elvette és kétéves eltiltást szabott ki rá.

## Egyéni csúcsai
| Táv        | Idő     | Hely   | Dátum            |
| ---------- | ------- | ------ | ---------------- |
| 800 méter  | 1:44,05 | Madrid | 2006. július 17. |
| 1500 méter | 3:29,14 | Róma   | 2006. július 14. |
| 1 mérföld  | 3:51,33 | Eugene | 2005. június 4.  |